# Quelques balles de plus pour... le calibre qu'il te faut
Albums de Stomy Bugsy
Le Calibre qu'il te faut
(1996) Gangster D'Amour Tour (EP)
(1998)
Quelques balles de plus pour... le calibre qu'il te faut est le deuxième album de Stomy Bugsy, sorti en 1998. Il s'agit en fait d'une 'deuxième mouture' de son premier album Le Calibre qu'il te faut, c'est-à-dire des morceaux issus de celui-ci sont toujours présent (en version remasterisée), d'autres sont remixés et certains ont disparu de la nouvelle version de l'album pour être remplacés par des inédits.

## Tracklisting
| 1.  | Quand Bugsy et son gang dégomment (feat. Ärsenik, Hamed Daye, Neg' Marrons)                | 5:43 |
| 2.  | J'prie Dieu                                                                                | 4:48 |
| 3.  | Les balances (feat. Passi & Hamed Daye)                                                    | 5:19 |
| 4.  | Mes forces décuplent quand on m'inculpe (Cavale Mix) (feat. Assia)                         | 4:08 |
| 5.  | Gangster d'amour                                                                           | 4:18 |
| 6.  | Oyé sapapaya (feat. Doc Gynéco)                                                            | 5:34 |
| 7.  | Wohs Nipal (feat. Djamatik, Les Rongeurs, Les Novices du Vice)                             | 4:27 |
| 8.  | Voilà c'que j'tavais dit                                                                   | 6:13 |
| 9.  | Mon papa à moi est un gangster (Remix)                                                     | 4:55 |
| 10. | La vie c'est comme ça                                                                      | 4:31 |
| 11. | Brève évasion                                                                              | 5:21 |
| 12. | J'avance pour ma familia (feat. Ärsenik, La Rumeur, La Clinique, Passi, Hamed Daye)        | 5:47 |
| 13. | Dernier pas dans la mafia (feat. Akhenaton)                                                | 5:35 |
| 14. | Un rep qui fait reup (feat. Hamed Daye, Passi, Ärsenik, Oxmo Puccino, Pit Baccardi & Hifi) | 6:50 |

## Singles Extraits de l'album
- Mes forces décuplent quand on m'inculpe b/ Histoire de seuf
- Mon papa à moi est un gangster b/ Un reup qui fait reup
- La vie c'est comme ça b/ J'prie Dieu
- Gangster d'amour (Remix) b/ Gangster d'amour (Version LP)
- Oyé sapapaya b/ Whos nipal